# ЕРК Інгольштадт
«ЕРК Інгольштадт» (нім. ERC Ingolstadt) — хокейний клуб з міста Інгольштадт, Німеччина. Заснований у 1964 році. Виступає у чемпіонаті Німецької хокейної ліги.

## Історія
Після створення клубу у 1964, «ЕРК Інгольштадт» виступав в Ландеслізі Норд на «Кюнштештадіон». Здобували перемоги в першостях 1976 та 1977 років, надалі виступали в Баварській лізі, Регіональній та Оберлізі. Через п'ять років, Інгольштадт досяг плей-оф в 2-й Бундеслізі. У 1987 році виграли чемпіонат в Оберлізі.
У 1989 році клуб знявся з чемпіонату через фінансові проблеми. З 1991 розпочинає свій шлях з Ландесліги (група Норд), з 1992 виступає в Баварській лізі. Ігназ Бернданер, тренер Інгольштадту з 1994 року в 1996 році виводить клуб до 1 Ліги (група Південь). З сезону 1995/96 клуб виступає в Hacker-Pschorr-Liga (укр. Хакер-Пшорр-Ліга), де її головними конкурентами виступають клуби з Бад-Тельца та Ріссерзеє, домінування цих клубів перериває в 1997.
З 1998 клуб виступає в 2-й Бундеслізі, команду очолив Пітер Обреса, який тренував клуб до 2000 року. Після перемоги у фіналі над «Бад Тельц» у 2001 році, Інгольштадт брав участь у сезоні 2001/02 в Континентальному кубку ІІХФ.
У сезоні 2001/02 «ЕРК Інгольштадт» заявлений до Німецької хокейної ліги.

### Німецька хокейна ліга
У 2002 році команда дебютувала в DEL, перший матч провели проти Кельнер Гайє, сотні шанувальників прибули на спеціальному потязі. Цей матч завершився поразкою з рахунком 1:2. 3 січня 2003 року, тренер Джим Боні відправлений у відставку і був замінений на Олле Аста, цей сезон Інгольштадт завершив дванадцятим.
У вересні 2003 клуб переїхав на нову багатоцільову арену. Першу домашню гру програли Кассель Хаскіс. Команда зайняла 7 місце в регулярному сезоні. В 1/4 фіналу перемогли в серії Нюрнберг Айс Тайгерс 4:2 (матчі: 1:2 бул., 2:5, 3:2, 4:3 бул., 3:2, 2:0). В півфіналі в суху програли серію Айсберен Берлін 0:3 (матчі: 3:6, 1:4, 0:5). Найкращим бомбардиром став Дуг Аст.
В сезоні 2004/05, через локаут в Національній хокейній лізі до клубу прийшли такі гравці: Марко Штурм, Енді Мак-Дональд, Джеймі Лангенбруннер, Аарон Ворд. Найкращим бомбардиром сезону з 45 очками став Якуб Фіценець. В плей-оф команда дійшла до півфіналу, в 1/4 фіналу перемогли Кельнер Гайє 4:3 та програли в 1/2 фіналу Айсберен Берлін 1:3.
У сезоні 2005/06 «ЕРК Інгольштадт» посів 2 місце в кваліфікації та програв в 1/4 фіналу Ганноверу 3:4.
Сезон 2006/07 ознаменувався скандалом. 28 листопада 2006 «Ланксесс-Арена» стала свідком найбільш масової бійки в історії німецького хокею. За рахунку 3:0, гравець гостей Джиммі Вайт напав на Арона Гавє. Суддя матчу американець Рік Лукер загалом дав гравцям 211 хвилин штрафу, сім гравців були вилученні до кінця матчу. «Інгольштадт» знову вийшов у плей-оф програвши в чвертьфіналі «Кельнер Гайє» 2:4.
Наступний сезон команда завершила на 10 місці.
Сезон 2008/09 — 12 місце.
Сезон 2009/10 команда знову пробилась в зону плей-оф, в 1/4 фіналу перемогли Франкфурт 3:1 та програли півфінал Ганноверу 0:3.
Сезон 2010/11, «Інгольштадт» завершив на 6 місці та поступився в 1/4 фіналу Айсберен Берлін 1:3.
Сезон 2012/13 став найвдалішим за всі роки виступу в Німецький хокейній лізі. Хокеїсти з Інгольштадту зайняли 2 місце в регулярному чемпіонаті. В 1/4 фіналу переграли «Дюссельдорф ЕГ» 4:1 (5:3, 1:5, 3:2 ОТ, 6:1, 4:3). В півфіналі програли ХК «Мангейм» 1:3 (1:4, 3:4, 3:0, 2:6).
У чемпіонаті 2013/14 років, клуб вперше в своїй історії здобув золоті нагороди.
Сезон 2014/15 клуб завершив на другомі місці.

## Досягнення
- Чемпіон Німеччини — 2014 року.
- Володар Кубка Німеччини — 2005 року.

## Домашня арена
Домашні ігри команда проводить на «Сатурн Арені» (4816) з 2003 року. Офіційні кольори клубу синій та білий.  